# Weinmeisterstraße
Weinmeisterstraße – stacja metra w Berlinie na linii U8, w dzielnicy Mitte, w okręgu administracyjnym Mitte. Stacja została otwarta w 1930.